# Karl Friedrich Bahrdt
Karl Friedrich Bahrdt (Bischofswerda, 25 agosto 1741 – Nietleben, 23 aprile 1792) è stato un teologo e scrittore tedesco.
Non deve essere confuso con Karl Barth, teologo svizzero del XX secolo.

## Biografia

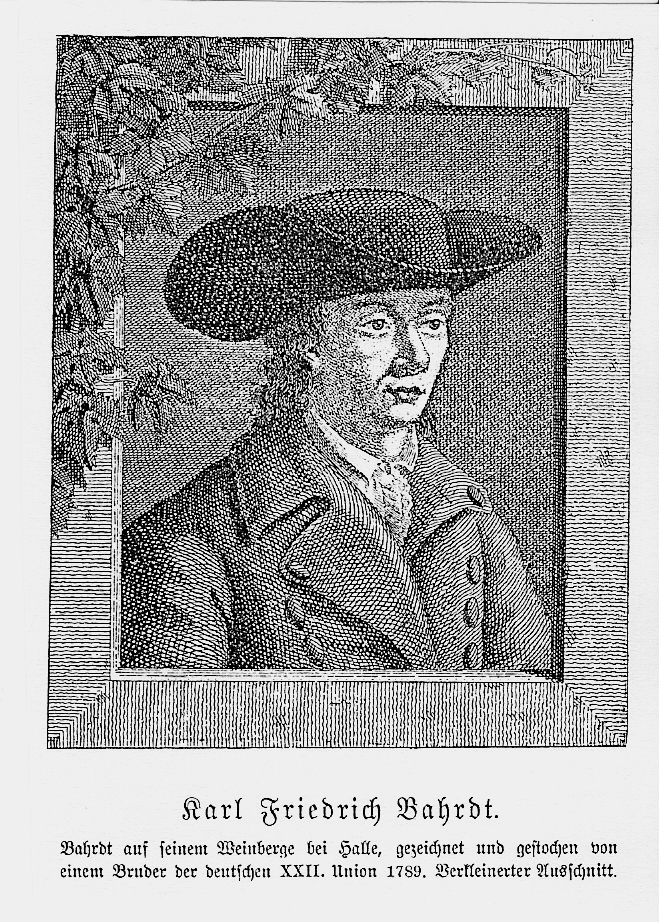

Figlio di un pastore protestante, Bahrdt cominciò a studiare teologia a Lipsia all'età di sedici anni. Dopo quattro anni, fu nominato lettore di esegesi biblica alla facoltà di teologia di Lipsia e pastore della chiesa di S. Pietro nella stessa città. La sua ortodossia era indiscutibile e la sua eloquenza gli procurò molti apprezzamenti, per cui nel 1766 venne nominato professore straordinario di teologia biblica. Due anni dopo fu costretto a dimettersi per uno scandalo riguardante la sua vita privata.
In seguito si sposò e ottenne una cattedra di storia biblica alla facoltà di filosofia di Erfurt. L'incarico non era retribuito, così per mantenere la famiglia dovette dare lezioni private. In quel periodo ottenne il dottorato in teologia. Il professore che gli fece da tutore riuscì a convincere l'università di Erfurt a nominare il suo allievo professore di teologia. Il cattivo carattere di Bahrdt e i suoi problemi finanziari gli resero difficile il soggiorno in quella città, così fu ben lieto di accettare un posto di professore di teologia e di pastore a Gießen. Nella nuova sede il suo comportamento non fu migliore, ma in più si aggiunse l'allontanamento dall'ortodossia religiosa.
Nel 1775 la pubblicazione del libro Neueste Offenbarungen Gottes in Briefen und Erzählungen gli procurò uno sprezzante attacco da parte di Goethe, per cui fu espulso dall'università. Si trasferì in Svizzera dove riuscì ad avere un posto di preside in una scuola, ma nel 1777 diede le dimissioni. Il conte di Leiningen-Dachsburg gli fece avere un incarico a Bad Dürkheim, ma la fama negativa dovuta al suo libro continuò a perseguitarlo e nel 1778 l'incarico gli fu sospeso per decisione del Consiglio di Corte dell'imperatore. A causa dei debiti, passò un periodo in prigione e nel 1779 si trasferì ad Halle, dove si ridusse a gestire una taverna con sala di biliardo. Per interessamento del ministro prussiano Abraham von Zedlitz ottenne il permesso di esercitare l'attività di lettore all'università in materie diverse dalla teologia. Le difficoltà finanziarie lo spinsero a cominciare a scrivere opere letterarie. Nel 1787 fondò una società segreta chiamata Unione tedesca, che si ispirava agli Illuminati. Dopo la morte di Federico il Grande, alla Corte di Berlino prese piede un clima di restaurazione religiosa, per cui dovette lasciare l'incarico di lettore all'università ed aprire una locanda a Weinberg, un sobborgo di Nietleben (città vicina ad Halle), dove andò a vivere con le figlie e la sua nuova compagna (nel frattempo aveva lasciato la moglie).
A Nietleben visse tranquillamente fino al 1789, quando fu condannato ad un anno di prigione per la pubblicazione di un libello sulla religiosità prussiana. Nel 1790 l'esistenza dell’Unione tedesca fu resa pubblica da Johann Joachim Cristoph Bode e la società si sciolse. Uscito dal carcere, Bahrdt trascorse gli ultimi anni della sua vita scrivendo storie indecenti, polemiche dozzinali e la sua autobiografia.

## Pensiero
Il pensiero di Bahrdt si inquadra nel razionalismo religioso inaugurato da Hermann Samuel Reimarus che credeva nella storicità di Gesù ma interpretava i Vangeli in chiave razionalista, specialmente per quanto riguarda i miracoli e la risurrezione. Bahrdt sosteneva anche l'ipotesi che Gesù fosse appartenuto al movimento degli esseni. Riteneva inoltre che gl aspetti soprannaturali del cristianesimo dovevano essere sostituiti da un "sistema morale" che fosse compatibile con la ragione.